# Frankenstein Jr. and The Impossibles
Frankenstein Jr. i Niepokonani (ang. Frankenstein Jr. and The Impossibles) – amerykański serial animowany, który powstał w wytwórni Hanna-Barbera.

## Obsada (głosy)
- Ted Cassidy – Frankenstein Jr.
- Dick Beals – Buzz Conroy
- Don Messick – Multi-man
- Hal Smith – Coil Man
- Paul Frees – Fluidman/Big D/Narrator
- John Stephenson – Prof. Conroy

Źródło:

## Odcinki
01 - The Electrical Monster

02 - The Spyder Man

03 - Manace from the Wax Museum

04 - Alien Brain from Outer Space

05 - The Unknown Shock

06 - UFO

07 - Unearthly Plant Creatures

08 - Deadly Living Images

09 - Colossal Junk Monster

10 - The Inceadible Aqua-Monsters

11 - Gigantic Ghastly Genie

12 - The Birdman

13 - Invasion of the Robot Creatures

14 - The Manchurian Menace

15 - The Mad Monster Maker

16 - The Monstermobile

17 - Pilfering Puffy Monster

18 - The Spooktaculars

Źródło: